# Jan VIII. Drašković z Trakošćanu
Jan VIII. Drašković z Trakošćanu (chorvatsky Ivan VIII. Drašković Trakošćanski, 1740 – 21. února 1787, Varaždín) byl chorvatský šlechtic z hraběcího rodu Draškovićů. Jako plukovník císařské armády se vyznamenal v sedmileté válce a válce o bavorské dědictví.

## Život

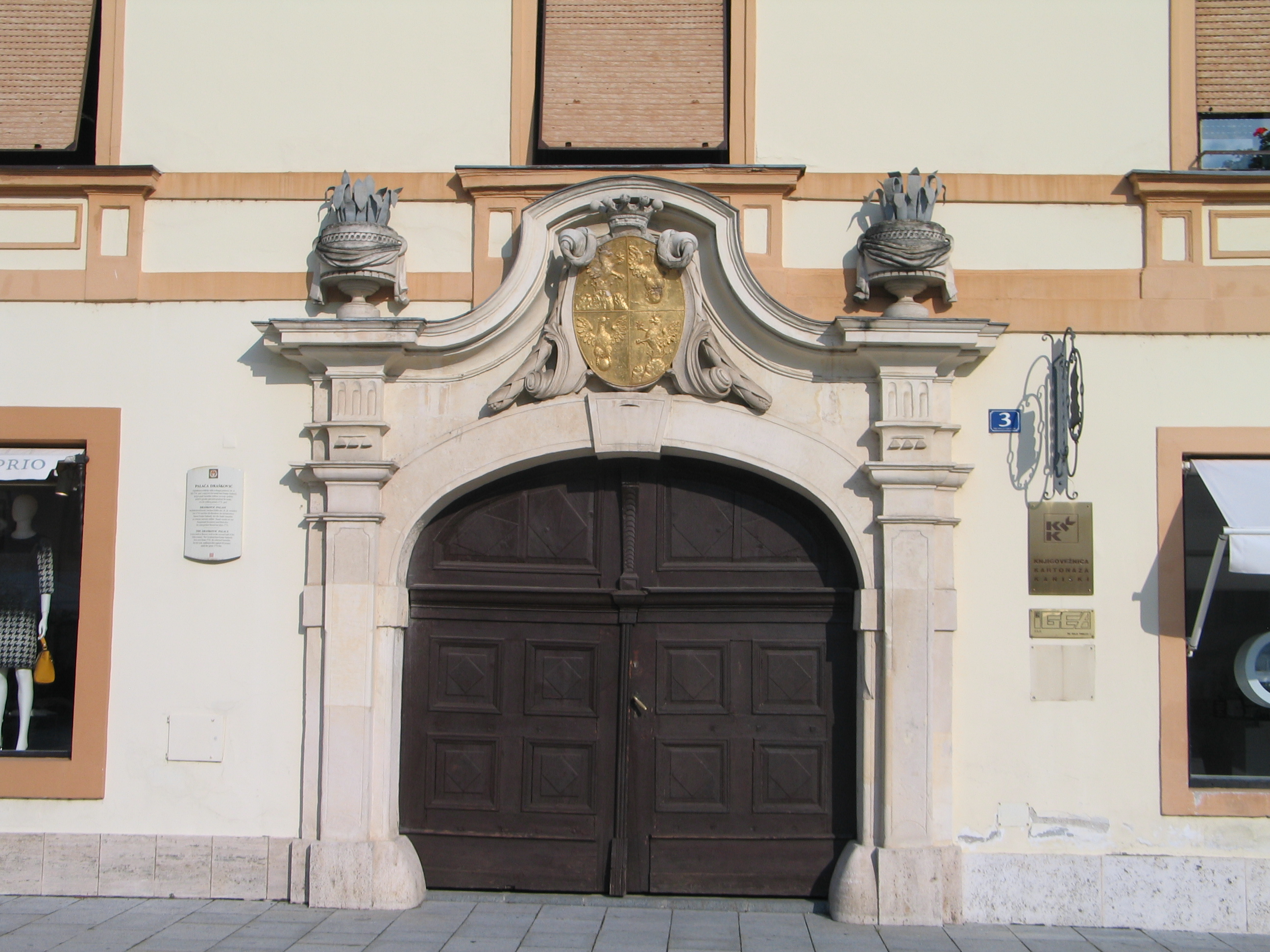
Draškovićův palác ve Varaždíně

Narodil se v rodině polního podmaršála, hraběte Josefa Kazimíra Draškoviće a Zuzany Malatinské.
Zúčastnil se bojů sedmileté války (1756-1763), kde byl raněn a padl do zajetí. Během svého pobytu v zajetí v Augsburgu se seznámil s učením svobodného zednářství a stal se členem lóže. Po propuštění ze zajetí sloužil jako důstojník v chorvatské Glině, kde v roce 1770 založil první chorvatskou zednářskou lóži L'Amitié de Guerre, která zpočátku fungovala ve francouzštině a později v latině. 
V roce 1773 byl jmenován plukovníkem 1. pluku banské krajiny v Glině a v roce 1776 byl převelen do Sedmihradska a nedlouho poté odešel do penze. V roce 1778 však znovu nastoupil vojenskou službu a v hodnosti plukovníka se se svou jednotkou zúčastnil války o bavorské dědictví.
V roce 1783 definitivně opustil vojenskou službu a věnoval se správě svých panství. 
V roce 1778 se stal velmistrem Velké provinční lóže Chorvatska.
Jan VIII. Drašković z Trakošćanu zemřel 21. února 1787 ve svém paláci ve Varaždíně.